# Osiedle Sienkiewicza (Legnica)
Osiedle Sienkiewicza w Legnicy – położone jest na południu miasta, oddalone od Centrum 4 kilometry, zamieszkuje je ok. 4 tysiące osób.
Osiedle otaczają główne ulice: Jaworzyńska i Nowodworska, przy ulicy Jaworzyńskiej znajduje się Rondo Bitwy Legnickiej, po zachodniej stronie osiedla płynie rzeka Kaczawa.
W pobliżu osiedla znajdują się:
- Osiedle Przybków
- Legnicka Specjalna Strefa Ekonomiczna
- Dworzec międzynarodowy
- Gimnazjum nr 7
- Zespół Szkół Rolniczych
- Legnickie Przedsiębiorstwo Wodociągów i Kanalizacji[1]
- Bielany Legnickie (C&A, Avans, Auchan, Castorama, Jysk, Humanic, Takko Fashion, Media Expert, Pepco)

Osiedle w całości zabudowane jest domami jednorodzinnymi, znajduje się tu parafia pod wezwaniem Matki Bożej Częstochowskiej.
Komunikacja miejska umożliwia dojazd autobusami, z ulicy Nowodworskiej linie: 3, 5 z ulicy Jaworzyńskiej linie: 3, 4, 18, N2. Na południe od osiedla przebiega autostrada A4.